# ESPN卫视体育台
ESPN卫视体育台（英語：ESPN STAR Sports，簡稱ESS）是由时属新聞集團旗下的星空傳媒有限公司與華特迪士尼旗下的ESPN各佔一半而成立的媒體公司，是亞洲一家體育頻道供應者。ESS在亞洲拥有多个频道，包括："ESPN 亞洲"、"ESPN 印度"、"ESPN 台灣""、"ESPN 新加坡""、"ESPN 菲律賓"、"ESPN 香港"、"衛視體育台 香港"、"衛視體育台 亚洲"、"衛視體育台 印度"、"衛視體育台 台灣"、"衛視體育台 東南亞"和"衛視體育台 新加坡"。全部頻道主要播放世界主要體育賽事，配上當地的評述。ESPN覆蓋超過1億1000萬的家庭，而衛視體育台則覆蓋超過5400萬家庭。

ESPN STAR Sports 的商標

ESPN STAR Sports的對象是15至54歲的觀眾，24小時播放全球不同的體育賽事，包括籃球、羽毛球、足球、游泳等節目，包括國際性和地區性的體育節目。ESPN STAR Sports主要經加密收費網絡或免費電視廣播服務把節目傳送給亞洲觀眾，節目則由在新加坡的廣播中心和製作中心完成和發放至不同的網絡播放。ESPN STAR Sports在整個地區擁有500個員工。
隨著2012年ESPN把持有的ESPN STAR Sports所有股份售予新聞集團，ESPN正式退出亞洲，其在亞洲的ESPN頻道已陸續更名，ESPN STAR Sports一詞也順勢走入歷史。

## ESPN卫视体育台節目管理組
ESPN卫视体育台節目管理組主要負責管理、宣傳、商量和製作體育節目和賽事，曾獲多個獎項，包括1998年及1999年"ATP"的"最佳宣傳獎項"；1998年及1999年"香港體育發展局"的"最佳體育獎項"；2000年"新加坡旅遊局"的"最佳節目管理獎項"。ESPN卫视体育台節目管理組於11個國家曾參於舉辦超過100個體育節目，包括"亞洲極限運動巡迴賽"、"世界室內五人制足球賽"、"亞洲保齡球巡迴賽"等，於2003年亦籌辦了官方英格蘭超級聯賽季前錦標賽，在馬來西亞吉隆坡舉辦的英國足球協會聯賽亞洲盃。ESPN卫视体育台節目管理組也創辦了"生力亞洲9號球巡迴賽"，一系列亞洲最佳桌球員選舉。這些節目及賽事也由ESPN及衛視體育台播放。

## ESPN卫视体育台網上業務
在網上，ESS成立了"espnstar.com"、"espnstar.com.cn"、"espnstar.com.hk和"espnstar.com.tw"，主要提供深入體育新聞、賽事結局和比賽。網站與其頻道和不同賽事的網絡有緊密聯繫。

## ESPN卫视体育台的特式
每年的比分牌、廣告商、顯示模式、聲音都不同。

## ESPN卫视体育台的節目

### 羽毛球
- 南韓羽毛球公開賽（衛視體育）
- 馬來西亞羽毛球公開賽（衛視體育）

### 板球（香港區只在ESPN STAR Sports Cricket Live播放）
- 印度板球隊（Indian cricket team）國外巡迴賽
- 巴基斯坦板球隊（Indian cricket team）國外巡迴賽
- 斯里蘭卡板球隊（Indian cricket team）國外巡迴賽
- 西印度群島板球隊（West Indies cricket team）國外巡迴賽
- 英國本土木球（UK Domestic Cricket）比賽

### 高爾夫球
- 亞洲高爾夫球巡迴賽（衛視體育）
- 歐盟高爾夫球巡迴賽（ESPN）
- 米高佐敦高爾夫球名人邀請賽（ESPN）

### 賽車
- A1GP汽車大奖赛（A1 Grand Prix）（衛視體育）
- 一级方程式大奖赛（F1）
- 印第賽車聯賽（Indy Racing League）
- MotoGP 賽車
- 德國房車大師賽（衛視體育）
- 世界耐力锦标赛（衛視體育）
- 亞洲房車錦標賽（衛視體育）
- 亞洲V6方程式（衛視體育）
- FIM 世界摩托车錦標賽（MotoGP）

### 棒球
- 美国職棒大聯盟（Major League Baseball）

### 籃球
- NBA (香港除外)
- NCAA籃球賽
- ACC美國大學籃球賽（ESPN）
- 超級籃球聯賽（SBL，只在台湾台播放）

### 極限運動
- X Games (ESPN)
- 刺激體育（衛視體育）

### 英式足球
- 英格兰超级足球联赛（印尼、东帝汶、柬埔寨、老挝、缅甸、马来西亚、汶莱、菲律宾、朝鲜、南韩、蒙古国印度、孟加拉、不丹、马尔代夫、尼泊尔、巴基斯坦、斯里兰卡）
- 英格蘭足總盃（泰國除外、香港增加STAR Sports Plus台分流直播賽事）
- 歐洲冠軍聯賽（香港、中國、台湾除外）
- 欧足联欧洲联赛（香港、中國、台湾除外）
- 世界盃沙灘足球賽 (ESPN)（香港除外）

### 乒乓球
- 美國乒乓球名人賽（ESPN）
- ENERGIS盃（ESPN）

### 橄榄球
- 嘉士伯盃 - (Carlsberg Cup)
- 健力士欖球超級聯賽 - (Guinness Premiership)
- 六國錦標賽 - 英國、法國、義大利、愛爾蘭、蘇格蘭、威爾斯 (Six Nations Championship)
- 超級橄欖球聯賽
- 橄欖球冠軍錦標賽 - 紐西蘭、澳洲、南非 (Tri Nations Series)

### 網球
- ATP 網球大師巡迴賽（ATP Masters Series）
- 温布顿网球公开赛
- 澳洲网球公开赛

### 摔角
- TNA iMPACT!

### 撞球
- 亞洲9號球巡迴賽（衛視體育）
- 世界盃花式桌球賽（ESPN）
- UPA美式桌球職業巡迴錦標賽（ESPN）

### 新聞
- 世界體育中心（ESPN）
- 世界體育中心快報（ESPN）
- 世界體育中心(周末版) (ESPN)
- 加德士今日賽果（衛視體育）
- 吉列世界體壇（衛視體育）

### 其他赛事
- 奥运会（仅台湾，部分转播权）
- 亚运会（仅台湾，部分转播权）

## 內部連結
- ESPN
- 衛視體育台
- FOX體育台：ESPN退出經營後時期的新頻道名稱。

## 外部連結
- espnstar.com